# Bambi-Verleihung 1965
Die 17. Bambi-Verleihung fand am 9. Mai 1965 im Deutschen Museum in München statt. Die Preise beziehen sich auf das Jahr 1964.

## Die Verleihung
Nach den Ereignissen bei und nach der Bambi-Verleihung 1964 machte Franz Burda seine Ankündigung wahr: Erstmals seit der eher privaten Bambi-Verleihung 1953 fand die Verleihung nicht in Karlsruhe, sondern in München statt.
Bei den Bambi-Preisträgern in den Kategorien für die beliebtesten Schauspielerinnen und Schauspieler tat sich gegenüber den Vorjahren wenig. In den nationalen Kategorien gewannen wie schon in den Vorjahren Heinz Rühmann (dieses Mal vor Thomas Fritsch und O. W. Fischer) sowie Liselotte Pulver (vor Ruth Leuwerik und Nadja Tiller). Sophia Loren gewann erneut in der internationalen Kategorie vor Doris Day. Lediglich Charlton Heston konnte seinen Vorjahressieg nicht wiederholen. Stattdessen gewann wieder Rock Hudson, der sich gegen Pierre Brice durchgesetzt hatte. Außerdem wurden die 1964 abgeschafften Nachwuchsbambis ein letztes Mal vergeben (sie gingen an Elke Aberle und Michael Maien), und als Verdiente Künstler wurden 1965 sogar jeweils drei Schauspielerinnen (Marianne Hoppe, Brigitte Horney und Hilde Krahl) und Schauspieler (Willy Fritsch, Hans Söhnker und Mathias Wieman) geehrt.

## Preisträger
Aufbauend auf der Bambidatenbank.

### Künstlerisch wertvollster Film national
Die Tote von Beverly Hills

### Kassenstärkster Film national
Winnetou 1. Teil

### Kassenstärkster Film international
Cleopatra

Das Schweigen

### Nachwuchsschauspieler
Michael Maien

### Nachwuchsschauspielerin
Elke Aberle

### Schauspieler International
Rock Hudson

### Schauspielerin International
Sophia Loren

### Schauspieler National
Heinz Rühmann

### Schauspielerin National
Liselotte Pulver

### Verdiente Künstlerin des deutschen Films
Hilde Krahl

Brigitte Horney

Marianne Hoppe

### Verdienter Künstler des deutschen Films
Mathias Wieman 

Hans Söhnker

Willy Fritsch